# 하치만타이촌
하치만타이촌(八幡平村) 아키타현 가즈노군에 설치되었던 촌이다. 1972년 4월 1일 가즈노 군 하나와 정, 도와다 정, 오사리자와 정이 합병해 가즈노 시가 성립하여 폐지되었다.

## 교통

### 철도
- 일본국유철도 하나와선